# Kleine Taschenlampe brenn’
Kleine Taschenlampe brenn’ ist ein Lied des deutschen Musikers Markus aus dem Jahr 1983.
Die Autoren des Titels sind Axel Klopprogge und Ken Taylor. Das Lied ist eine der wenigen Balladen der Neuen Deutschen Welle. Markus sang es in dem Spielfilm Gib Gas – Ich will Spaß im Duett mit Nena. Das Management der wesentlich erfolgreicheren Nena erhob Einspruch gegen eine Singleveröffentlichung unter Nenas Namen. Deshalb war auf der Single und bei den Liveauftritten die Sängerin Andrea-Maria Schneider aus Rodgau (Künstlername Andrea Schneider) zu hören.

## Chartplatzierungen
In Deutschland erreichte der Song Platz fünf der Single-Charts.
| ChartsChartplatzierungen | Höchstplatzierung | Wochen/ Monate |
| ------------------------ | ----------------- | -------------- |
| Deutschland (GfK)        | 5 (17 Wo.)        | 17 Wo.         |
| Österreich (Ö3)          | 5 (1 Mt.)         | 1 Mt.          |

| ChartsJahrescharts (1983) | Platzierung |
| ------------------------- | ----------- |
| Deutschland (GfK)         | 56          |

## Coverversionen
2008 coverten Christian Petru und Alina von beFour den Song und belegten damit Platz 39 der deutschen Single-Charts.
2019 erschien ein Remix des Songs von Stereoact, für den Markus das Duett noch einmal gemeinsam mit seiner Frau Yvonne König aufnahm.